# 加古川市立尾上小学校
加古川市立尾上小学校（かこがわしりつ おのえしょうがっこう）は、兵庫県加古川市にある公立小学校。
日本一のマンモス校として有名になった過去があり、当時全児童が約3,000人いた。加古川市内最大の運動場がある。

## 概要
- 創立 - 1876年
- 所在地 - 兵庫県加古川市尾上町長田519
- 校区 - 尾上町長田、尾上町池田、尾上町安田

## 沿革
- 1876年10月 - 加古郡尾上村内にあった3つの小学校を合併して尾上小学校創立
- 1887年4月 - 尾上簡易小学校に改称
- 1891年4月 - 尾上尋常小学校に改称
- 1935年2月 - 旧講堂が完成
- 1941年4月 - 尾上国民学校に改称
- 1947年4月 - 尾上村立尾上小学校に改称
- 1950年6月 - 市制により加古川市立尾上小学校に改称
- 1971年7月 - プールが完成
- 1972年7月 - 浜の宮小学校と分離
- 1974年3月 - 体育館が完成
- 1988年4月 - 若宮小学校と分離

## 近隣
- 尾上神社

## 著名な出身者
- 髙松渡 - プロ野球選手

## 通学区域が隣接している学校
- 加古川市立浜の宮小学校
- 加古川市立野口南小学校
- 加古川市立野口小学校
- 加古川市立鳩里小学校
- 加古川市立若宮小学校